# Dieter Langewiesche
Dieter Langewiesche (Sankt Sebastian, Àustria, 1943) és un historiador austríac, un dels principals experts mundials en la història del nacionalisme i el liberalisme. Les seves recerques se centren, sobretot, en el liberalisme, el moviment obrer burgès i la cultura de la classe obrera, la revolució de març de 1848, la nació i el nacionalisme, la guerra i la historiografia. Ha estat guardonat amb el Premi Leibniz de la Deutsche Forschungsgemeinschaft i amb el Premi Erwin Stein, i nomenat Doctor Honoris causa per la Facultat de Filosofia de la Universitat d'Erfurt. L'any 2013 va rebre l'Orde del Mèrit de la República Federal d'Alemanya. Estan traduïts al castellà els seus llibres La época del estado-nación en Europa (2012) i Nación y religión en Europa : sociedades multiconfesionales en los siglos XIX y XX (2010).